# Ostróżka wyniosła

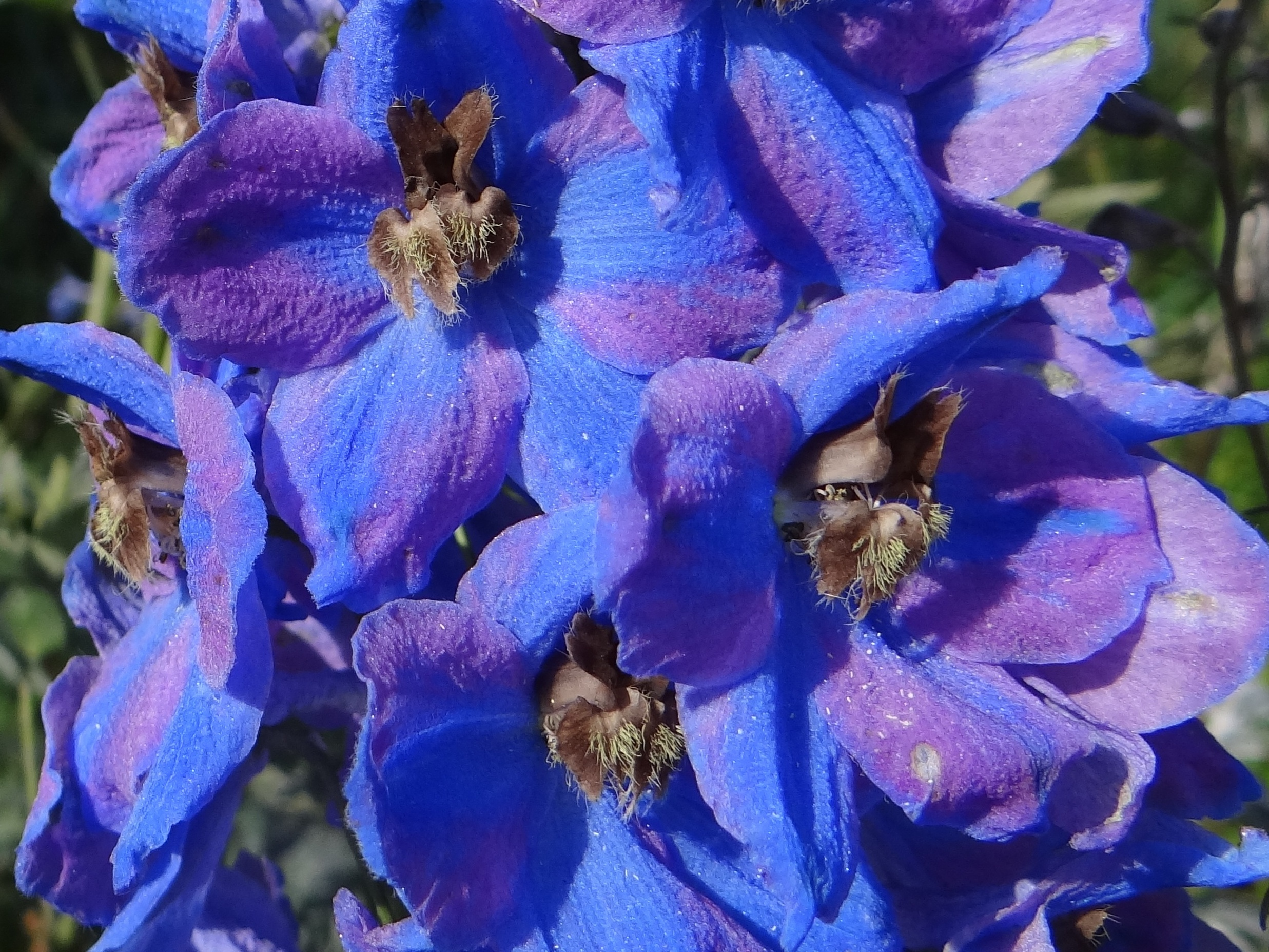
Odmiana ogrodowa

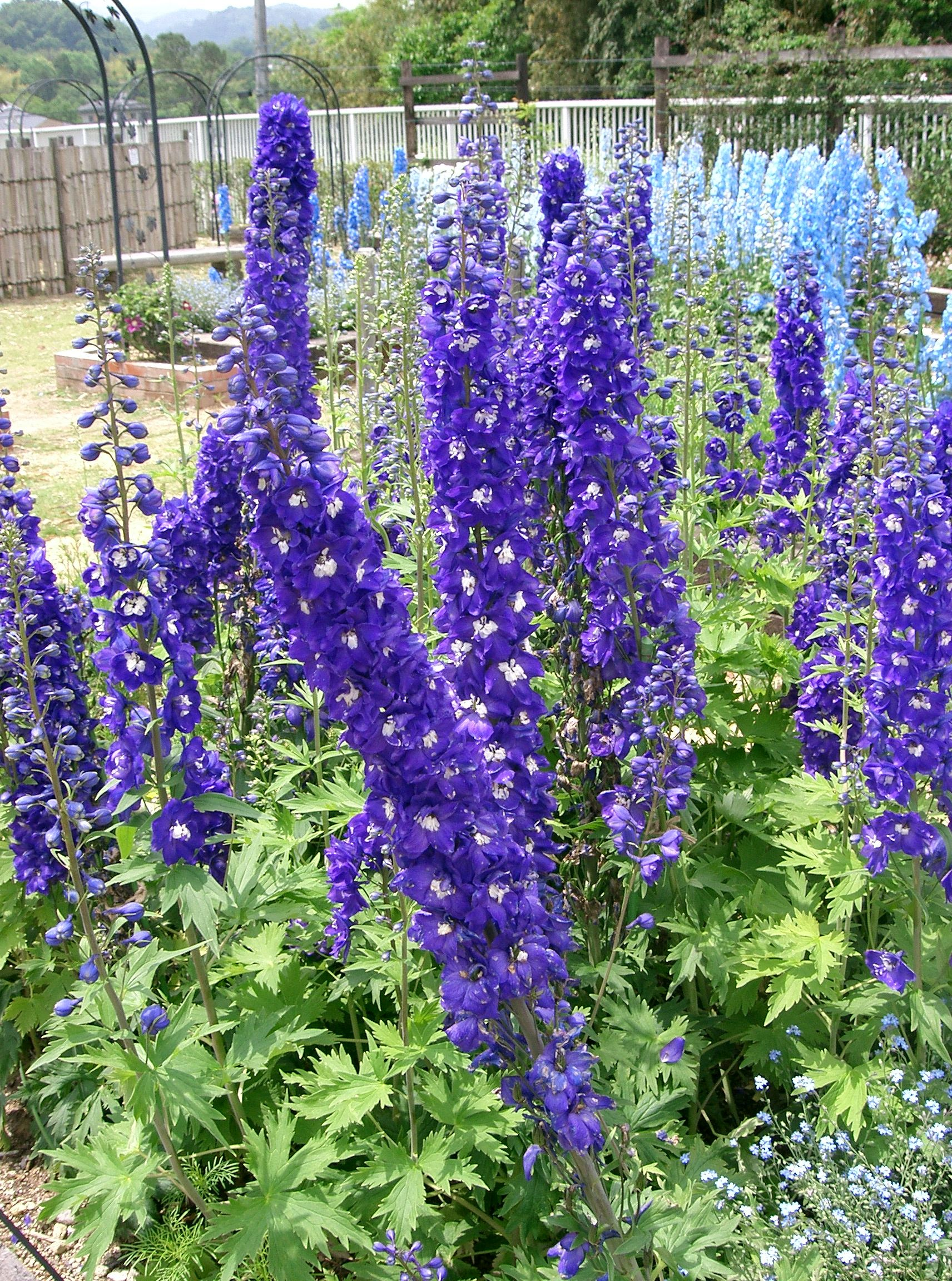
Odmiana ogrodowa

Ostróżka wyniosła, ostróżka ogrodowa (Delphinium elatum L.) – gatunek rośliny należący do rodziny jaskrowatych. Występuje w środkowej, wschodniej i południowej Europie oraz w Azji (Syberia, Azja Środkowa, Chiny, Mongolia). Jest też powszechnie uprawiany. W Polsce rośnie w Sudetach, Tatrach i w Bieszczadach.

## Morfologia
ŁodygaWzniesiona i nierozgałęziona. Osiąga wysokość do 1,5 (2) m. Jest naga, albo porośnięta prostymi włoskami, częściowo gruczołowatymi.
LiścieUlistnienie naprzeciwległe, liście duże, nagie lub słabo owłosione z długimi i grubymi ogonkami. Są głęboko 5-7 klapowe. Ich listki są 3–wrębne, ząbkowane. Unerwienie liści wyraźnie promieniste.
KwiatyNa szczycie łodygi kwiaty na długich szypułkach, zebrane w grono. Kwiaty intensywnie lazurowe lub fioletowe i posiadające dużą, brodawkowatą ostrogę. Kwiat (bez ostrogi) ma długość 12–20 mm, ostroga jest tej samej wielkości, lub dłuższa. Kwiat składa się z 5 długich działek kielicha, które pełnią rolę płatków korony. Charakterystyczną cechą gatunkową jest kształt tych działek – są one okrągłe, lub okrągłojajowate i o zaokrąglonych szczytach. Cztery płatki korony są zredukowane, trudne do zauważenia. Górna działka kielicha tworzy ostrogę. Wewnątrz kwiatu 3 słupki i liczne pręciki.
OwocNieduże, delikatnej budowy mieszki, o lekkim niebieskim zabarwieniu. Nasiona ze skrzydełkami.

## Biologia i ekologia
Bylina. Kwitnie od lipca do sierpnia, roślina miododajna i owadopylna. Kwiaty są zapylane jedynie przez trzmiele, których trąbka ma długość co najmniej 19 mm. Nasiona są rozsiewane przez wiatr. Siedlisko: ziołorośla, świetliste miejsca w lesie, obrzeża lasu, brzegi potoków, piargi, łąki górskie. Częściej spotykana na podłożu wapiennym, ale rośnie również na granicie. Występuje głównie w reglu dolnym i górnym, rzadko w piętrze kosówki. Gatunek charakterystyczny dla związku (All.) Adenostylion. Cała roślina oprócz kwiatów jest lekko trująca. Powoduje trudności w oddychaniu, spadek ciśnienia i zatrzymanie pracy serca. Liczba chromosomów 2n = 32.

## Zmienność
Tworzy mieszańce z ostróżką tatrzańską.

## Zastosowanie
- Jest uprawiana jako roślina ozdobna, głównie na rabatach i na kwiat cięty. W uprawie występują głównie mieszańce i kultywary. Ogrodnicy wyróżniają następujące grupy odmian[10]:
  - grupa Belladonna. Mieszańce ostróżki wyniosłej i o. wielkokwiatowej (Delphinium grandiflorum),
  - grupa Connecticut Yankees,
  - grupa Elatum. Pochodzą wyłącznie od ostróżki wyniosłej.
  - grupa Pacific, mieszańce, w których głównym zapylaczem była ostróżka wyniosła.

- Wywary i wyciągi znajdują zastosowanie w ogrodnictwie ekologicznym do zwalczania larw chrząszczy, rolnic i gąsienic bielinka kapustnika.

## Uprawa
Jest łatwa w uprawie. Większość odmian jest w Polsce całkowicie odporna na mróz. Preferuje stanowiska słoneczne i osłonięte od wiatru. Gleba powinna być żyzna i przepuszczalna. Wymaga nawożenia co 2–3 tygodnie. Odmiany wysokie wymagają podpór. Tylko niektóre odmiany można rozmnażać przez nasiona, gdyż w większości przypadków rośliny wyhodowane z nasion nie zachowują cech rośliny macierzystej. Z tego powodu rozmnaża się je przez sadzonkowanie lub podział.

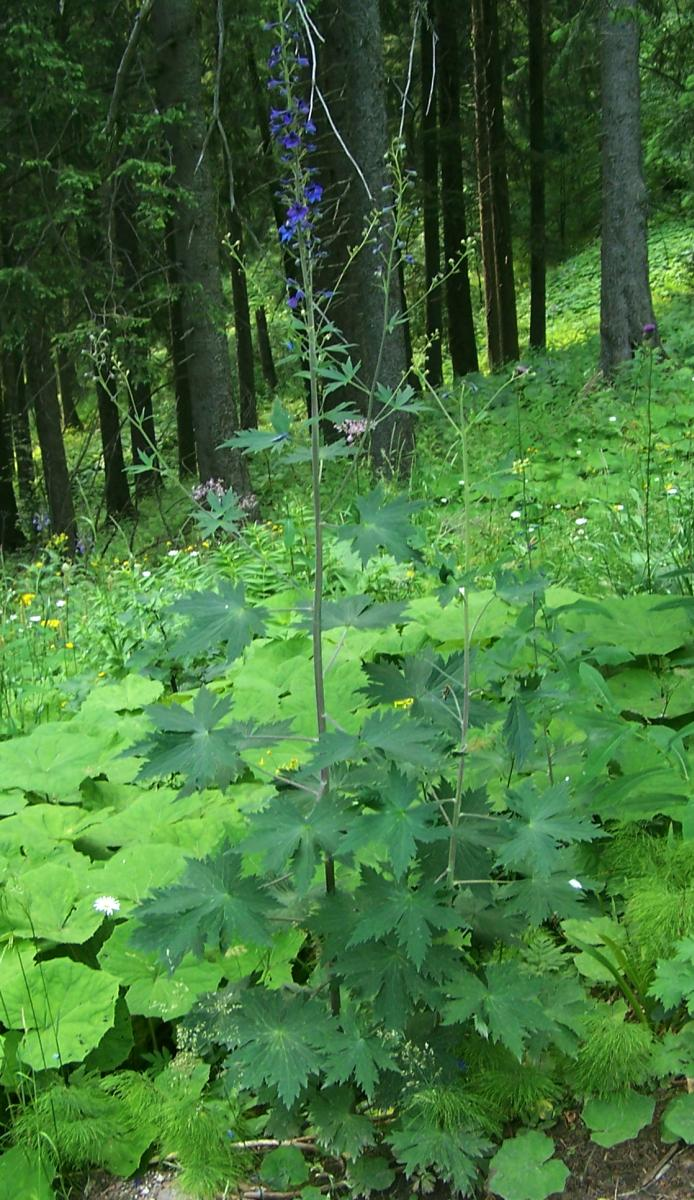
Pokrój